# Hary Šoumen
Hary Šoumen je jeden z hlavních hrdinů českého dětského televizního pořadu Studio Kamarád.
Postavičku vytvořil v 80. letech 20. století Stanislav Holý (tvůrce postav Jů a Hele či pana Pipa). Hlas jí zpočátku propůjčoval Jiří Císler. Po jeho smrti pak v obnoveném vysílání Studia Kamarád od 2. 1. 2011 až do 31. 1. 2016 Martin Dejdar. V mezidobí mluvil Haryho Tomáš Pavelka, který je již několik let také hlasem pana Pipa. Od pořadu vysílaného 1. 5. 2016 se Haryho ujal Petr Panzenberger.